# Parafia Caddo
Parafia Caddo (ang. Caddo Parish) – parafia cywilna w stanie Luizjana w Stanach Zjednoczonych. Obszar całkowity parafii obejmuje powierzchnię 936,82 mil2 (2 426,37 km²). Według danych z 2010 r. parafia miała 254 969 mieszkańców. Parafia powstała w 18 stycznia 1838 roku, a jej nazwa pochodzi od konfederacji plemion indiańskich - Kaddo.

## Sąsiednie parafie / hrabstwa
- Hrabstwo Miller (Arkansas) (północ)
- Hrabstwo Lafayette (Arkansas) (północny wschód)
- Parafia Bossier (wschód)
- Parafia Red River (południowy wschód)
- Parafia De Soto (południe)
- Hrabstwo Panola (Teksas) (południowy zachód)
- Hrabstwo Harrison (Teksas) (zachód)
- Hrabstwo Marion (Teksas) (zachód)
- Hrabstwo Cass (Teksas) (północny zachód)

## Miasta
- Blanchard
- Greenwood
- Mooringsport
- Oil City
- Shreveport
- Vivian

## Wioski
- Belcher
- Gilliam
- Hosston
- Ida
- Lakeview (CDP)
- Rodessa